# 可爱的中国

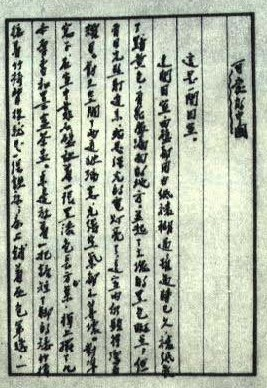
方志敏《可爱的中国》手稿，现藏于中国革命博物馆。

《可爱的中国》是中国工农红军高级将领方志敏在1935年被捕入狱后，创作的十六篇遗稿之一。全文近2万字，5月2日写于南昌军法处囚室。方志敏在文后附言，表明写作目的是要说明“一个共产党员是爱护国家的，而且比谁都不落后，以打破那些武断者诬蔑的谰言”！被视为当代中国的爱国文化符号。
方志敏被国民政府处决前后，此批文稿交予胡罟人（或称胡逸民）保存。胡某委托她人，或亲自分两次将遗稿送致上海，均由胡子婴接收。1936年11月，丈夫章乃器被捕后，胡子婴委托章乃器弟弟、中共党员章秋阳将《可爱的中国》移交给宋庆龄。宋庆龄交托冯雪峰。其后，包括《可爱的中国》在内，方志敏遗稿在上海有过多次出版。中华人民共和国建国后，《可爱的中国》手稿被收藏于中国革命博物馆。